# جيرترود إليزابيث مارا
جيرترود إليزابيث مارا (بالألمانية: Elisabeth Mara)‏ (و. 1749 – 1833 م) هي مغنية، ومغنية أوبرا ألمانية، ولدت في كاسل، توفيت في تالين، عن عمر يناهز 84 عاماً.